# Divinolândia
Divinolândia is een gemeente in de Braziliaanse deelstaat São Paulo. De gemeente telt 11.343 inwoners (schatting 2009).

## Aangrenzende gemeenten
De gemeente grenst aan Caconde, São José do Rio Pardo, São Sebastião da Grama en Poços de Caldas (MG).